# (7084) 1991 BR
1991 بي أر (ويعرف أيضًا باسم (7084) 1991 بي أر وفق تسمية الكوكب الصغير) (بالإنجليزية: 1991 BR)‏ هو كويكب ضمن حزام الكويكبات؛ وترتيبه 7084 من حيث الاكتشاف.
اكتُشف هذا الجُرم الفلكي بواسطة Atsushi Sugie ‏ في 19 يناير 1991.

## وصلات خارجية
- (7084) 1991 BR في قاعدة بيانات مختبر الدفع النفاث لأجرام النظام الشمسي الصغيرة

- الاكتشاف · مخطط المدار ·  العناصر المدارية · المعلمات المادية

- (7084) 1991 BR على موقع ويكي سكاي: DSS2, SDSS, GALEX, IRAS, Hydrogen α, X-Ray, Astrophoto, Sky Map, Articles and images